# جوناثان سيلي
جوناثان سيلي هو محامي وصحفي وسياسي أمريكي، ولد في 2 يوليو 1802 في نوتينغهام في الولايات المتحدة، وتوفي في 24 فبراير 1838 في بلادينسبورغ في الولايات المتحدة. نشط حزبياً في الحزب الديمقراطي. وقد انتخب عضو مجلس النواب الأمريكي ‏.